# Афонино (Рябчинское сельское поселение)
Не следует путать с другой одноимённой деревней в том же административном районе.
Афонино — деревня в Дубровском районе Брянской области, в составе Рябчинского сельского поселения. Расположена в 3,5 км к северо-востоку от посёлка Серпеевский. Постоянное население с 2007 года отсутствует.

## История
Основана в 1920-х гг. (первоначально — посёлок); до 2005 входила в Серпеевский сельсовет (в 1959—1969 — в Алешенском сельсовете).
| Годы      | 1926 | 1979 | 1989 | 2002 | 2010 |
| --------- | ---- | ---- | ---- | ---- | ---- |
| Население | 76   | 43   | 23   | 3    | 0    |